# Acid chinic
Acidul chinic este un compus organic de tip ciclitol, adică un poliol ciclic, și în același timp și un acid ciclohexancarboxilic. Este un solid incolor răspândit în unele surse vegetale: scoarța de Cinchona, cafea și în scoarța de Eucalyptus globulus.

## Proprietăți chimice

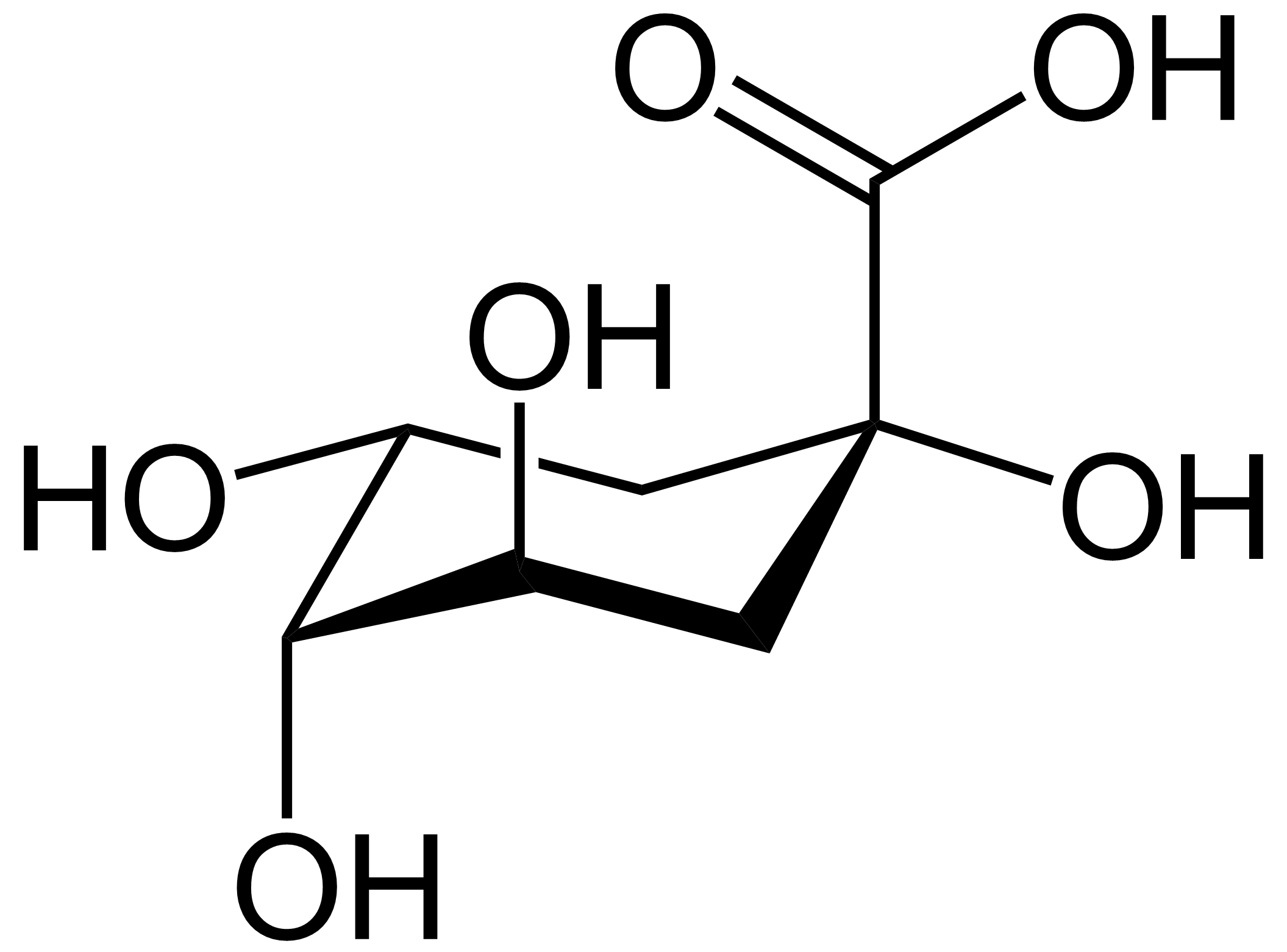
Structura de perspectivă

Se regăsește esterificat în structura acidului clorogenic, și poate fi obținut prin hidroliza acestuia. Prin dehidrogenare și oxidare duce la formarea acidului galic.